# Gigondas
 Gigondas  es una población y comuna francesa, en la región de Provenza-Alpes-Costa Azul, departamento de Vaucluse, en el distrito de Carpentras y cantón de Beaumes-de-Venise.
Está integrada en la Communauté d'agglomération du Grand Avignon.

## Demografía
| 792 | 746 | 703 | 648 | 612 | 648 |
| Para los censos de 1962 a 1999 la población legal corresponde a la población sin duplicidades (Fuente: INSEE [Consultar]) |     |     |     |     |     |